# Escola keynesiana
A escola Keynesiana ou Keynesianismo é a teoria econômica consolidada pelo economista inglês John Maynard Keynes em seu livro Teoria geral do emprego, do juro e da moeda (General theory of employment, interest and money) e que consiste numa organização político-econômica, oposta às concepções liberais, fundamentada na afirmação do Estado como agente indispensável de controle da economia, com o objetivo de conduzir a um sistema de pleno emprego. Tais teorias tiveram uma enorme influência na renovação das teorias clássicas e na reformulação da política de livre mercado.
A escola keynesiana se fundamenta no princípio de que o ciclo econômico não é autorregulado como defendem os neoclássicos, uma vez que é determinado por um suposto "espírito animal" (animal spirit no original em inglês) dos empresários.
É por esse motivo que Keynes defende a intervenção do Estado na economia.
Os economistas keynesianos geralmente argumentam que a demanda agregada é volátil e instável e que, consequentemente, uma economia de mercado muitas vezes experimenta resultados macroeconômicos ineficientes – uma recessão, quando a demanda é baixa, ou inflação, quando a demanda é alta. Além disso, eles argumentam que essas flutuações econômicas podem ser mitigadas por respostas de política econômica coordenadas entre governo e banco central. Em particular, ações de política fiscal (tomadas pelo governo) e ações de política monetária (tomadas pelo banco central) podem ajudar a estabilizar a produção econômica, a inflação e o desemprego ao longo do ciclo de negócios. Os economistas keynesianos geralmente defendem uma economia de mercado regulada – predominantemente setor privado, mas com um papel ativo para a intervenção do governo durante recessões e depressões.
A economia keynesiana, como parte da síntese neoclássica, serviu como modelo macroeconômico padrão nas nações desenvolvidas durante a parte posterior da Grande Depressão, a Segunda Guerra Mundial e a expansão econômica do pós-guerra (1945-1973). Foi desenvolvido em parte para tentar explicar a Grande Depressão e ajudar os economistas a entender crises futuras. Perdeu alguma influência após o choque do petróleo e a estagflação resultante da década de 1970. A economia keynesiana foi posteriormente redesenhada, sendo atualmente dividida entre pós-keynesianos e neokeynesianos, tendo os últimos tornando-se parte da nova síntese neoclássica contemporânea. O advento da crise financeira de 2007–2008 despertou um interesse renovado nas políticas keynesianas por parte de governos de todo o mundo.

## Contexto Histórico

### Macroeconomia Pré-Keynes
Macroeconomia é o estudo dos fatores que se aplicam a uma economia como um todo. As variáveis macroeconômicas importantes incluem o nível geral de preços, a taxa de juros, o nível de emprego e a renda (ou produção equivalente) medida em termos reais.
A tradição clássica da teoria do equilíbrio parcial tinha dividido a economia em mercados separados, cada um dos quais as condições de equilíbrio poderiam ser expressas como uma única equação determinando uma única variável. O aparato teórico das curvas de oferta e demanda desenvolvido por Fleeming Jenkin e Alfred Marshall forneceu uma base matemática unificada para essa abordagem, que a Escola de Lausanne generalizou para a teoria do equilíbrio geral.
Para a macroeconomia, as teorias parciais relevantes incluíam a teoria quantitativa da moeda determinando o nível de preços e a teoria clássica da taxa de juros. No que diz respeito ao emprego, a condição referida por Keynes como o "primeiro postulado da economia clássica" afirmava que o salário é igual ao produto marginal, o que é uma aplicação direta dos princípios marginalistas desenvolvidos durante o século XIX. Keynes procurou suplantar todos os três aspectos da teoria clássica.

### Precursores do Keynesianismo
Embora o trabalho de Keynes tenha sido cristalizado e impulsionado pela Grande Depressão, foi parte de um longo debate dentro da economia sobre a existência e a natureza dos excessos gerais. Várias das políticas que Keynes defendia para lidar com a Grande Depressão (principalmente gastos com déficit do governo em tempos de baixo investimento privado ou consumo), e muitas das ideias teóricas que ele propôs (demanda efetiva, o multiplicador, o paradoxo da parcimônia), foram avançadas por autores no século XIX e início do século XX. (Por exemplo, J. M. Robertson levantou o paradoxo da parcimônia em 1892.) A contribuição única de Keynes foi fornecer uma teoria geral deles, que se mostrou aceitável para o establishment econômico.
Entre os precursores intelectuais da economia keynesiana, destacam-se as teorias de subconsumo associadas a John Law, Thomas Malthus e os economistas americanos William Trufant Foster e Waddill Catchings, que foram influentes nas décadas de 1920 e 1930. Assim como Keynes, estavam preocupados com o fracasso da demanda agregada em atingir o produto potencial, chamando isso de "subconsumo" (com foco no lado da demanda), em vez de "superprodução" (que se concentraria no lado da oferta), e defendendo a economia intervencionista. Keynes discutiu especificamente o subconsumo na Teoria Geral, no Capítulo 22, Seção IV e Capítulo 23, Seção VII.
Numerosos conceitos foram desenvolvidos antes e independentemente de Keynes pela Escola de Estocolmo, principalmente por Gunnar Myrdal, durante a década de 1930; essas realizações foram descritas em um artigo de 1937, publicado em resposta à Teoria Geral de 1936, compartilhando as descobertas suecas.

### Keynes Antes da Teoria Geral
Em 1923, Keynes publicou sua primeira contribuição à teoria econômica, Tratado sobre a Moeda, cujo ponto de vista é clássico, mas incorpora ideias que mais tarde desempenharam um papel na Teoria Geral. Em particular, olhando para a hiperinflação nas economias europeias, ele chamou a atenção para o custo de oportunidade de deter moeda (identificado com inflação e não com juros) e sua influência na velocidade de circulação.
Em 1930 ele publicou Um Tratado sobre o Dinheiro, destinado a ser um tratamento abrangente de seu assunto "que confirmaria sua estatura como um acadêmico sério, e não apenas como o autor de polêmicas pungentes", e marca um grande passo no direção de seus pontos de vista posteriores. Nela, ele atribui o desemprego à rigidez salarial e trata a poupança e o investimento como governados por decisões independentes: a primeira variando positivamente com a taxa de juros, a segunda negativamente. A velocidade de circulação é expressa em função da taxa de juros. Ele interpretou seu tratamento de liquidez como implicando uma teoria de juros puramente monetária.
Os colegas mais jovens de Keynes do Círculo de Cambridge acreditavam que seus argumentos presumiam implicitamente o pleno emprego, e isso influenciou a direção de seu trabalho subsequente. Durante 1933, ele escreveu ensaios sobre vários temas econômicos "todos os quais são expressos em termos de movimento da produção como um todo".

### Desenvolvimento da Teoria Geral
Na época em que Keynes escreveu a Teoria Geral, o pensamento econômico dominante era de que a economia voltaria automaticamente a um estado de equilíbrio geral: supunha-se que, as necessidades dos consumidores são sempre maiores do que a capacidade dos produtores para satisfazer essas necessidades, tudo o que é produzido acabaria por ser consumido uma vez encontrado o preço adequado para isso. Essa percepção é refletida na lei de Say e na escrita de David Ricardo, que afirma que os indivíduos produzem para que possam consumir o que fabricaram ou vender sua produção para comprar a produção de outra pessoa. Este argumento baseia-se na suposição de que, se existir um excedente de bens ou serviços, eles naturalmente cairiam de preço até o ponto em que seriam consumidos.
Dado o cenário de desemprego alto e persistente durante a Grande Depressão, Keynes argumentou que não havia garantia de que os bens produzidos pelos indivíduos seriam atendidos com demanda efetiva adequada, e que períodos de alto desemprego poderiam ser esperados, especialmente quando a economia estava se contraindo em tamanho. Ele via a economia como incapaz de se manter em pleno emprego automaticamente e acreditava que era necessário que o governo interviesse e colocasse o poder de compra nas mãos da população trabalhadora através dos gastos governamentais. Assim, de acordo com a teoria keynesiana, algumas ações de nível microeconômico individualmente racionais, como não investir a poupança em bens e serviços produzidos pela economia, se tomadas coletivamente por uma grande proporção de indivíduos e empresas, podem levar a resultados em que a economia opera abaixo de seu produto potencial e taxa de crescimento.
Antes de Keynes, uma situação em que a demanda agregada por bens e serviços não atendesse à oferta era referida pelos economistas clássicos como um excesso geral, embora houvesse desacordo entre eles quanto à possibilidade de um excesso geral. Keynes argumentou que, quando ocorreu um excesso, foi a reação exagerada dos produtores e a demissão de trabalhadores que levou a uma queda na demanda e perpetuou o problema. Os keynesianos, portanto, defendem uma política de estabilização ativa para reduzir a amplitude do ciclo econômico, que eles classificam entre os mais graves dos problemas econômicos. De acordo com a teoria, os gastos do governo podem ser usados para aumentar a demanda agregada, aumentando a atividade econômica, reduzindo o desemprego e a deflação.

### Origem do Multiplicador Keynesiano
O Partido Liberal lutou nas eleições gerais de 1929 com a promessa de "reduzir os níveis de desemprego ao normal dentro de um ano, utilizando a força de trabalho estagnada em vastos esquemas de desenvolvimento nacional". David Lloyd George lançou sua campanha em março, afirmava provisoriamente que "as obras públicas levariam a uma segunda rodada de gastos à medida que os trabalhadores gastassem seus salários". Hubert Henderson colaborou em um panfleto político buscando "fornecer argumentos econômicos academicamente respeitáveis" para as políticas de Lloyd George. Foi intitulado "Pode Lloyd George fazê-lo?" e endossou a alegação de que "maior atividade comercial resultaria em maior atividade comercial... com um efeito cumulativo". Este se tornou o mecanismo da "relação" publicado por Richard Kahn em seu artigo de 1931 "A relação do investimento doméstico com o desemprego", descrito por Alvin Hansen como "um dos grandes marcos da análise econômica". A "proporção" logo foi rebatizada de "multiplicador" por sugestão de Keynes.

O multiplicador de Kahn é baseado em um mecanismo que Samuelson assim o expressa:
Vamos supor que eu contrate recursos desempregados para construir um depósito de madeira de $ 1.000. Meus carpinteiros e madeireiros terão uma renda extra de US$ 1.000... Se todos tiverem uma propensão marginal a consumir de 2/3, agora gastarão US$ 666,67 em novos bens de consumo. Os produtores desses bens agora terão rendas extras... eles, por sua vez, gastarão US$ 444,44... Assim, uma cadeia interminável de gastos de consumo secundário é acionada pelo meu investimento primário de US$ 1.000.
O tratamento de Samuelson segue de perto o relato de Joan Robinson de 1937 e é o principal canal pelo qual o multiplicador influenciou a teoria keynesiana. Ele difere significativamente do artigo de Kahn e ainda mais do livro de Keynes.

A designação do gasto inicial como "investimento" e o gasto gerador de emprego como "consumo" ecoa fielmente Kahn, embora ele não dê nenhuma razão para que o consumo inicial ou o investimento subsequente não devam ter exatamente os mesmos efeitos. Henry Hazlitt, que considerava Keynes tão culpado quanto Kahn e Samuelson, escreveu que ...
... em conexão com o multiplicador (e de fato na maioria das vezes) o que Keynes está se referindo como "investimento" realmente significa qualquer adição ao gasto para qualquer finalidade ... A palavra "investimento" está sendo usada em um sentido Keynesiano.
Kahn imaginou o dinheiro sendo passado de mão em mão, criando empregos a cada passo, até parar em um culs-de-sac; os únicos culs-de-sac que ele reconheceu foram as importações e o entesouramento, embora ele também tenha dito que um aumento nos preços poderia diluir o efeito multiplicador. Jens Warming reconheceu que a poupança pessoal tinha que ser considerada, tratando-a como um "vazamento".

O multiplicador de modo didático dá a impressão de que enriquecer a sociedade é a coisa mais fácil do mundo: o governo só precisa gastar mais. No artigo de Kahn, é mais difícil. Para ele, o gasto inicial não deve ser um desvio de recursos de outros usos, mas um aumento do gasto total: algo impossível – se entendido em termos reais – sob a teoria clássica de que o nível de gasto é limitado pela renda da economia. Kahn rejeita a alegação de que o efeito das obras públicas é à custa de gastos em outros lugares, admitindo que isso pode ocorrer se a receita for arrecadada por impostos, mas diz que outros meios disponíveis não têm tais consequências. Como exemplo, ele sugere que o dinheiro pode ser levantado por meio de empréstimos bancários, já que...
... está sempre ao alcance do sistema bancário adiantar ao Governo o custo das estradas sem de forma alguma afetar o fluxo de investimento ao longo dos canais normais.
Isso pressupõe que os bancos são livres para criar recursos para atender qualquer demanda. Mas Kahn acrescenta que ...
... nenhuma tal hipótese é realmente necessária. Pois será demonstrado mais adiante que, pari passu com a construção de estradas, os recursos são liberados de várias fontes exatamente na taxa necessária para pagar o custo das estradas.
A demonstração baseia-se na "relação do Sr. Meade" (devido a James Meade) afirmando que a quantidade total de dinheiro que desaparece no culs-de-sac é igual ao desembolso original, que nas palavras de Kahn "deve trazer alívio e consolo para aqueles que estão preocupados com as fontes monetárias".

Um multiplicador de despesas havia sido proposto anteriormente por Hawtrey em um memorando do Tesouro de 1928 ("com importações como o único vazamento"), mas a ideia foi descartada em seus próprios escritos subsequentes. Logo depois, o economista australiano Lyndhurst Giblin publicou uma análise de multiplicadores em uma palestra de 1930 (novamente com as importações como o único vazamento). A ideia em si era muito mais antiga. Alguns mercantilistas holandeses acreditavam em um multiplicador infinito para os gastos militares (supondo que não houvesse "vazamento" de importação), uma vez que ...
... uma guerra poderia se sustentar por um período ilimitado se apenas o dinheiro permanecesse no país ... Pois se o próprio dinheiro for "consumido", isso significa simplesmente que ele passa para a posse de outra pessoa, e esse processo pode continuar indefinidamente.
As doutrinas multiplicadoras foram posteriormente expressas em termos mais teóricos pelo dinamarquês Julius Wulff, o australiano Alfred de Lissa, o alemão/americano Nicholas Johannsen e o dinamarquês Fr. Johannsen. O próprio Kahn disse que a ideia foi dada a ele quando criança por seu pai.

### Debates Sobre Políticas Públicas
À medida que a eleição de 1929 se aproximava, "Keynes estava se tornando um forte defensor público do desenvolvimento do capital" como medida pública para aliviar o desemprego. Winston Churchill, o chanceler conservador, teve a visão oposta:
É o dogma ortodoxo do Tesouro, firmemente mantido... [que] muito pouco emprego adicional e nenhum emprego adicional permanente pode, de fato, ser criado por empréstimos e gastos do Estado.
Keynes aproveitou uma falha na visão do Tesouro. Ao interrogar Sir Richard Hopkins, segundo secretário do Tesouro, perante o Comitê Macmillan de Finanças e Indústria em 1930, ele se referiu à "primeira proposição" de que "os esquemas de desenvolvimento de capital são inúteis para reduzir o desemprego" e perguntou se " seria um mal-entendido da visão do Tesouro dizer que eles defendem a primeira proposição". Hopkins respondeu que "A primeira proposição vai longe demais. A primeira proposição nos atribuiria um dogma absoluto e rígido, não é?"
Mais tarde, no mesmo ano, falando em um recém-criado Comitê de Economistas, Keynes tentou usar a emergente teoria multiplicadora de Kahn para defender obras públicas, "mas as objeções de Pigou e Henderson garantiram que não houvesse nenhum sinal disso no produto final". Em 1933, ele deu maior publicidade ao seu apoio ao multiplicador de Kahn em uma série de artigos intitulados "O caminho para a prosperidade" no jornal The Times.
A. C. Pigou era na época o único professor de economia em Cambridge. Ele tinha um interesse contínuo no tema do desemprego, tendo expressado a opinião em seu popular Desemprego (1913) de que era causado por "desajuste entre os salários e a demanda"  - uma visão que Keynes pode ter compartilhado antes dos anos da Teoria Geral. As suas recomendações práticas também não foram muito diferentes: "em muitas ocasiões nos anos 30" Pigou "deu apoio público... à ação do Estado destinada a estimular o emprego". Onde os dois diferiam é na ligação entre teoria e prática. Keynes buscava construir fundamentos teóricos para apoiar suas recomendações para obras públicas, enquanto Pigou não mostrava disposição para se afastar da doutrina clássica. Referindo-se a ele e a Dennis Robertson, Keynes perguntou retoricamente: "Por que eles insistem em manter teorias das quais suas próprias conclusões práticas não podem seguir?"

## A Teoria Keynesiana
Keynes apresentou as ideias que se tornaram a base da economia keynesiana em sua principal obra, A Teoria Geral do Emprego, do juro e da Moeda (1936). Foi escrito durante a Grande Depressão, quando o desemprego subiu para 25% nos Estados Unidos e até 33% em alguns países.  O livro teve um impacto profundo no pensamento econômico e, desde que foi publicado, houve um debate sobre seu significado.

### Keynes e a economia clássica
Keynes começa a Teoria Geral com um resumo da teoria clássica do emprego, que ele encapsula em sua formulação da Lei de Say como a máxima "A oferta cria sua própria demanda". Ele também escreveu que, embora sua teoria fosse explicada em termos de uma economia anglo-saxônica de laissez faire, sua teoria também era mais geral no sentido de que seria mais fácil se adaptar a "estados totalitários" do que uma política de livre mercado.
De acordo com a teoria clássica, a taxa salarial é determinada pela produtividade marginal do trabalho, e tantas pessoas estão empregadas quanto estão dispostas a trabalhar a essa taxa. O desemprego pode surgir por atrito ou pode ser "voluntário", no sentido de que surge de uma recusa em aceitar o emprego devido a "legislação ou práticas sociais ... ou mera obstinação humana", mas "... os postulados clássicos não admitem a possibilidade da terceira categoria", que Keynes define como desemprego involuntário.
Keynes levanta duas objeções à suposição da teoria clássica de que "as barganhas salariais ... determinam o salário real". A primeira reside no fato de que "o trabalho estipula (dentro de certos limites) um salário monetário em vez de um salário real". A segunda é que a teoria clássica assume que “os salários reais do trabalho dependem das barganhas salariais que o trabalho faz com os empresários”, enquanto “se os salários monetários mudassem, seria de esperar que a escola clássica argumentasse que os preços mudariam em quase a mesma proporção, deixando o salário real e o nível de desemprego praticamente os mesmos de antes." do dinheiro protege a escola clássica da conclusão que Keynes esperava dela.

### Desemprego Keynesiano

#### Poupança e Investimento
A poupança é a parte da renda não destinada ao consumo, e o consumo é a parte da despesa não destinada ao investimento, ou seja, aos bens duráveis. Portanto, a poupança engloba o entesouramento (a acumulação de renda como dinheiro) e a compra de bens duráveis. A existência de entesouramento líquido, ou de demanda para entesouramento, não é admitida pelo modelo simplificado de preferência de liquidez da Teoria Geral.
Ao rejeitar a teoria clássica de que o desemprego se deve ao excesso de salários, Keynes propõe uma alternativa baseada na relação entre poupança e investimento. Para ele, o desemprego surge sempre que o incentivo dos empreendedores para investir não acompanha a propensão a poupar da sociedade (propensão é um dos sinônimos de Keynes para "demanda"). Os níveis de poupança e investimento são necessariamente iguais e, portanto, a renda é mantida em um nível em que o desejo de poupar não é maior do que o incentivo para investir.
O incentivo ao investimento decorre da interação entre as circunstâncias físicas da produção e as antecipações psicológicas de rentabilidade futura; mas uma vez que essas coisas são dadas, o incentivo é independente da renda e depende apenas da taxa de juros.

A propensão a economizar se comporta de maneira bem diferente. Poupança é simplesmente aquela parte da renda não dedicada ao consumo, e:
... a lei psicológica prevalecente parece ser que quando a renda agregada aumenta, as despesas de consumo também aumentam, mas em menor grau.
Keynes acrescenta que:
esta lei psicológica foi de extrema importância no desenvolvimento do meu próprio pensamento.

#### Preferência pela liquidez
Keynes via a oferta de moeda como um dos principais determinantes do estado da economia real. A importância que ele atribuiu a ela é uma das características inovadoras de sua obra, e influenciou a escola monetarista politicamente hostil.
A oferta de moeda entra em jogo através da função de preferência pela liquidez, que é a função de demanda que corresponde à oferta de moeda. Especifica a quantidade de dinheiro que as pessoas procurarão manter de acordo com o estado da economia. Na primeira (e mais simples) explicação de Keynes – a do Capítulo 13 – a preferência pela liquidez é determinada exclusivamente pela taxa de juros – que é vista como os ganhos perdidos ao manter a riqueza na forma líquida: portanto, a preferência pela liquidez  em equilíbrio deve ser igual à oferta de moeda fixa externamente.

#### Modelo Econômico de Keynes
A oferta de moeda, a poupança e o investimento se combinam para determinar o nível de renda, . A taxa de juros determina o nível de investimento através da curva da eficiência marginal do capital. As propensões a poupar para diferentes rendas corresponde ao estado de equilíbrio da economia, o qual deve ser aquela para a qual o nível de poupança é implícito à taxa de juros estabelecida.
Na mais complicada teoria da preferência pela liquidez de Keynes (apresentada no Capítulo 15), a demanda por moeda depende tanto da renda quanto da taxa de juros e a análise se torna mais complicada. Keynes nunca integrou totalmente sua segunda doutrina de preferência de liquidez com o restante de sua teoria, deixando isso para John Hicks: 

#### Rigidez Salarial
Keynes rejeita a explicação clássica do desemprego baseada na rigidez salarial, mas não está claro qual o efeito da taxa salarial sobre o desemprego em seu sistema. Ele trata os salários de todos os trabalhadores como proporcionais a uma única taxa estabelecida por negociação coletiva e escolhe suas unidades de modo que essa taxa nunca apareça separadamente em sua discussão. Está presente implicitamente naquelas quantidades que ele expressa em unidades salariais, enquanto está ausente daquelas que ele expressa em termos monetários. Portanto, é difícil ver se, e de que maneira, seus resultados diferem para uma taxa salarial diferente, nem é claro o que ele pensava sobre o assunto.

### Remédios para o Desemprego

#### Remédios Monetários
Um aumento na oferta de moeda, de acordo com a teoria de Keynes, leva a uma queda na taxa de juros e a um aumento na quantidade de investimento que pode ser realizado lucrativamente, trazendo consigo um aumento na renda total.

#### Remédios fiscais
O nome de Keynes está associado a medidas fiscais, e não monetárias, mas elas recebem apenas referências passageiras na Teoria Geral. Ele menciona "aumento de obras públicas" como exemplo de algo que traz emprego através do multiplicador.
 

Mais adiante, no mesmo capítulo, ele nos diz que:
O antigo Egito foi duplamente afortunado e, sem dúvida, devido a isso sua lendária riqueza, pois possuía duas atividades, a saber, a construção de pirâmides e a busca de metais preciosos, cujos frutos, uma vez que não podiam atender às necessidades de o homem sendo consumido, não envelheceu com abundância. A Idade Média construiu catedrais. Duas pirâmides, duas massas para os mortos, valem duas vezes mais que uma; mas não duas ferrovias de Londres a York.
Mas, novamente, ele não volta à sua recomendação implícita de se engajar em obras públicas, mesmo que não totalmente justificada por seus benefícios diretos, quando constrói a teoria. Pelo contrário, ele mais tarde nos aconselha que ...
... nossa tarefa final pode ser selecionar aquelas variáveis que podem ser deliberadamente controladas ou gerenciadas pela autoridade central no tipo de sistema em que realmente vivemos ...

## Conceitos Keynesianos

### Demanda agregada

Cruz Keynesiana

A visão de poupança e investimento de Keynes foi seu afastamento mais importante da perspectiva clássica. Pode ser ilustrado usando a "cruz keynesiana" criada por Paul Samuelson. O eixo horizontal denota a renda total e a curva roxa mostra C(Y), a propensão a consumir, cujo complemento S(Y) é a propensão a poupar: a soma dessas duas funções é igual à renda total, que é mostrada pela linha pontilhada a 45°.
A linha horizontal azul I(r) é a curva da eficiência marginal do capital cujo valor é independente de Y. A curva da eficiência marginal do capital depende da taxa de juros, especificamente do custo da taxa de juros de um novo investimento. Se a taxa de juros cobrada pelo setor financeiro ao setor produtivo estiver abaixo da eficiência marginal do capital naquele nível de tecnologia e intensidade de capital, então o investimento é positivo e cresce quanto menor for a taxa de juros, dado o retorno decrescente do capital. Se a taxa de juros estiver acima da eficiência marginal do capital, o investimento será igual a zero. Keynes interpreta isso como a demanda por investimento e denota a soma das demandas de consumo e investimento como "demanda agregada", traçada como uma curva separada. A demanda agregada deve ser igual à renda total, de modo que a renda de equilíbrio deve ser determinada pelo ponto em que a curva de demanda agregada cruza a linha de 45°. Esta é a mesma posição horizontal que a interseção de I(r) com S(Y).
A equação {\displaystyle I(r)=S(Y)} havia sido aceita pelos clássicos, que a viam como condição de equilíbrio entre oferta e demanda de fundos de investimento e como determinante da taxa de juros. Mas, na medida em que tinham um conceito de demanda agregada, viam a demanda por investimento como sendo dada por S(Y), pois para eles a poupança era simplesmente a compra indireta de bens de capital, de modo que a demanda agregada era igual a renda total como uma identidade e não como uma condição de equilíbrio. Keynes toma nota dessa visão no Capítulo 2, onde a encontra presente nos primeiros escritos de Alfred Marshall, mas acrescenta que "a doutrina nunca é declarada hoje nesta forma grosseira".
A equação {\displaystyle I(r)=S(Y)} é aceita por Keynes por algumas razões:
- Como consequência do princípio da demanda efetiva, que afirma que a demanda agregada deve ser igual à renda total (Capítulo 3).
- Como consequência da identidade da poupança com o investimento (Capítulo 6) juntamente com a suposição de equilíbrio de que essas quantidades são iguais às suas demandas.
- De acordo com a substância da teoria clássica do mercado de fundos de investimento, cuja conclusão ele considera que os clássicos foram mal interpretados por meio do raciocínio circular (Capítulo 14).

### O multiplicador keynesiano
Keynes apresenta sua discussão sobre o multiplicador no Capítulo 10 com uma referência ao artigo anterior de Kahn. Ele designa o multiplicador de Kahn como o "multiplicador de emprego" em distinção ao seu próprio "multiplicador de investimento" e diz que os dois são apenas "um pouco diferentes". O multiplicador de Kahn foi consequentemente entendido por grande parte da literatura keynesiana como tendo um papel importante na própria teoria de Keynes, uma interpretação encorajada pela dificuldade de compreensão da apresentação de Keynes. O multiplicador de Kahn dá o título ("O modelo multiplicador") ao relato da teoria keynesiana na Economia de Samuelson e é quase tão proeminente no Guia para Keynes de Alvin Hansen e na Introdução à teoria do emprego de Joan Robinson.
Keynes afirma que há...
... uma confusão entre a teoria lógica do multiplicador, que vale continuamente, sem defasagem... após um intervalo ...
e implica que ele está adotando a teoria anterior. E quando o multiplicador eventualmente surge como um componente da teoria de Keynes (no Capítulo 18), acaba sendo simplesmente uma medida da mudança de uma variável em resposta a uma mudança em outra. O cronograma da eficiência marginal do capital é identificado como uma das variáveis independentes do sistema econômico: ."O multiplicador então fornece "a razão ... entre um incremento de investimento e o incremento correspondente de renda agregada".
G. L. S. Shackle considerou o afastamento de Keynes do multiplicador de Kahn como ...
... um passo retrógrado ... Pois quando olhamos para o Multiplicador como uma relação funcional instantânea ... estamos apenas usando a palavra Multiplicador para representar uma maneira alternativa de olhar para a propensão marginal a consumir ...
O valor que Keynes atribui ao seu multiplicador é o recíproco da propensão marginal a poupar: {\displaystyle k=1/S'(Y)}. Essa é a mesma fórmula para o multiplicador de Kahn em uma economia fechada, assumindo que toda economia (incluindo a compra de bens duráveis), e não apenas o entesouramento, constitui vazamento. Keynes deu à sua fórmula quase o status de uma definição (ela é apresentada antes de qualquer explicação). Seu multiplicador é de fato o valor da "razão... entre um incremento de investimento e o correspondente incremento de renda agregada", como Keynes derivou de seu modelo de preferência de liquidez do Capítulo 13, o que implica que a renda deve suportar todo o efeito de um mudança no investimento. Mas, segundo seu modelo do Capítulo 15, uma mudança no esquema da eficiência marginal do capital tem um efeito compartilhado entre a taxa de juros e a renda em proporções que dependem das derivadas parciais da função de preferência pela liquidez. Keynes não investigou a questão de saber se sua fórmula para multiplicador precisava de revisão.

### A Armadilha pela Liquidez
A armadilha pela liquidez é um fenômeno que pode impedir a eficácia das políticas monetárias na redução do desemprego.
Os economistas geralmente pensam que a taxa de juros não cairá abaixo de um certo limite, muitas vezes visto como zero ou um número ligeiramente negativo. Keynes sugeriu que o limite pode ser consideravelmente maior que zero, mas não atribuiu grande significado prático a ele. O termo "armadilha pela liquidez" foi cunhado por Dennis Robertson em seus comentários sobre a Teoria Geral, mas foi John Hicks em "Mr. Keynes and the Classics" que reconheceu o significado de um conceito ligeiramente diferente.
Paul Krugman trabalhou extensivamente na armadilha pela liquidez, alegando que era o problema enfrentado pela economia japonesa na virada do milênio. 
As taxas de juros de curto prazo estavam próximas de zero, as taxas de longo prazo estavam em mínimos históricos, mas os gastos com investimento privado permaneceram insuficientes para tirar a economia da deflação. Nesse ambiente, a política monetária foi tão ineficaz quanto Keynes descreveu. As tentativas do Banco do Japão de aumentar a oferta monetária simplesmente adicionaram às já amplas reservas bancárias e às reservas públicas de dinheiro...

### O modelo IS-LM

modelo IS-LM

Hicks mostrou como analisar o sistema de Keynes quando a preferência pela liquidez é função da renda e da taxa de juros. A admissão de Keynes da renda como uma influência sobre a demanda por moeda é um passo atrás na direção da teoria clássica, e Hicks dá mais um passo na mesma direção ao generalizar a propensão a poupar para tomar Y e r como argumentos. Menos classicamente, ele estende essa generalização ao esquema da eficiência marginal do capital.
O modelo IS-LM usa duas equações para expressar o modelo de Keynes. A primeira, agora escrita {\displaystyle (Y,r)=S(Y,r)} expressa o princípio da demanda efetiva. Podemos construir um gráfico nas coordenadas (Y, r ) e traçar uma linha conectando esses pontos que satisfaçam a equação: esta é a curva IS. Da mesma forma, podemos escrever a equação de equilíbrio entre a preferência de liquidez e a oferta de moeda como{\displaystyle L(Y,r)=M} e desenhar uma segunda curva – a curva LM – conectando pontos que a satisfazem. Os valores de equilíbrio Ŷ da renda total e r̂ da taxa de juros são então dados pelo ponto de intersecção das duas curvas.
Se seguirmos a conta inicial de Keynes sob a qual a preferência pela liquidez depende apenas da taxa de juros r, então a curva LM é horizontal.
Joan Robinson comentou que:
... o ensino moderno foi confundido pela tentativa de J. R. Hicks de reduzir a Teoria Geral a uma versão de equilíbrio estático com a fórmula IS-LM. Hicks agora se arrependeu e mudou seu nome de J. R. para John, mas levará muito tempo para que os efeitos de seus ensinamentos desapareçam.

## Críticas ao laissez-faire
A mais importante Agenda do Estado não está relacionada com as atividades que os indivíduos já realizam a nível particular, mas às funções que estão fora do âmbito individual, àquelas decisões que ninguém adota se o Estado não o faz.
Para o governo, o mais importante não é pegar nas coisas que os particulares já estão fazendo, e fazê-las um pouco melhor ou pior, mas pegar naquelas coisas que realmente deixam de ser feitas. (John Maynard Keynes, The end of laissez-faire)
A escolha não deve ser se o estado deve ou não estar envolvido (na economia), mas como ele se envolve. Assim, a questão central não deve ser o tamanho do estado mas as atividades e métodos do governo. Países com economias bem-sucedidas têm governos que estão envolvidos em um amplo espectro de atividades. (Joseph Stiglitz, More instruments and broader goals…)
Estas citações de Stiglitz, que é considerado por muitos um neo-keneysiano, servem para desmistificar muitas das críticas feitas por políticos liberais aos ensinamentos de Keynes.
Keynes nunca defendeu a estatização da economia, nos moldes em que foi feita na União Soviética. O que Keynes defendia, na década de 1930, e que hoje Stiglitz e os novos-desenvolvimentistas defendem é uma participação ativa de um Estado enérgico nos segmentos da economia que, embora necessários para o bom desenvolvimento de um país, não interessam ou não podem ser atendidos pela inciativa privada.
Não se trata promover uma competição entre o Estado e o mercado, mas sim de obter uma adequada complementação ao mercado, que agindo sozinho não é capaz de resolver todos os problemas, conforme demonstraram Grenwald e Stiglitz (1986), em busca de uma maior eficiência geral da Economia.
| “ | Não constitui uma dedução correta dos princípios da Economia que o auto-interesse esclarecido sempre atua a favor do interesse público. | ” |

A aguda intuição de Keynes, que o levou a recomendar a intervenção do estado na economia, vêm encontrando cada vez mais respaldo nas recentes descobertas da economia da informação, como demonstra o teorema de Greenwald-Stiglitz:
O efeito da influência de Stiglitz é tornar a Economia mais presumivelmente intervencionista do que Paul Samuelson propunha. Samuelson considerava as falhas de mercado como "exceções" à regra geral dos mercados eficientes. Mas os teoremas de Greenwald-Stiglitz postulam ser as falhas de mercado a "norma", e estabelecem que "os governos quase sempre podem potencialmente melhorar a eficiência da alocação de recursos em relação ao livre mercado." E o teorema de Sappington-Stiglitz "estabelece que um governo 'ideal' poderia atingir um maior nível de eficiência administrando diretamente uma empresa estatal do que privatizando-a." (Stiglitz 1994, 179)

## Ponto de vista sobre livre mercado e protecionismo

### O ponto de virada da Grande Depressão
No início de sua carreira, Keynes era um economista próximo a Alfred Marshall, profundamente convencido dos benefícios do livre comércio. A partir da crise de 1929, notando o empenho das autoridades britânicas em defender a paridade ouro da libra esterlina e a rigidez dos salários nominais, aderiu gradualmente a medidas protecionistas.
Em 5 de novembro de 1929, ouvido pelo Comitê Macmillan para tirar a economia britânica da crise, Keynes indicou que a introdução de tarifas sobre as importações ajudaria a reequilibrar a balança comercial. O relatório do comitê afirma em uma seção intitulada "controle de importação e ajuda à exportação", que em uma economia onde não há pleno emprego, a introdução de tarifas pode melhorar a produção e o emprego. Assim, a redução do déficit comercial favorece o crescimento do país.
Em janeiro de 1930, no Conselho Consultivo Econômico, Keynes propôs a introdução de um sistema de proteção para reduzir as importações. No outono de 1930, ele propôs uma tarifa uniforme de 10% sobre todas as importações e subsídios da mesma taxa para todas as exportações. No Tratado sobre o dinheiro, publicado no outono de 1930, ele retoma a ideia de tarifas ou outras restrições comerciais com o objetivo de reduzir o volume de importações e reequilibrar a balança comercial.
Em 7 de março de 1931, no New Statesman and Nation, escreveu um artigo intitulado Proposta de Receita Tarifária. Ele destacou que a redução dos salários levou a uma redução na demanda nacional que constrangeu os mercados. Em vez disso, ele propõe a ideia de uma política expansionista combinada com um sistema tarifário para neutralizar os efeitos sobre a balança comercial. A aplicação de tarifas alfandegárias parecia-lhe "inevitável, quem quer que fosse o Chanceler do Tesouro". Assim, para Keynes, uma política de recuperação econômica só é plenamente efetiva se o déficit comercial for eliminado. Propôs um imposto de 15% sobre bens manufaturados e semimanufaturados e 5% sobre certos gêneros alimentícios e matérias-primas, com isenção de outros necessários à exportação (lã, algodão).
Em 1932, em um artigo intitulado The Pro- and Anti-Tariffs, publicado no The Listener, ele previa a proteção dos agricultores e de certos setores, como a indústria automobilística e siderúrgica, considerando-os indispensáveis para a Grã-Bretanha.

### A crítica da teoria da vantagem comparativa
Na situação pós-crise de 1929, Keynes julgou irrealistas os pressupostos do modelo de livre comércio. Ele criticou, por exemplo, o pressuposto neoclássico de reajuste salarial.
Já em 1930, em nota ao Conselho Consultivo Econômico, ele duvidava da intensidade do ganho da especialização no caso de manufaturados. Ao participar do Comitê MacMillan, ele admitiu que não "acreditava mais em um grau muito alto de especialização nacional" e se recusou a "abandonar qualquer indústria que não possa, no momento, sobreviver". Criticou também a dimensão estática da teoria da vantagem comparativa, que, a seu ver, ao fixar definitivamente as vantagens comparativas, levava na prática a um desperdício de recursos nacionais.
No Daily Mail de 13 de março de 1931, ele chamou de "absurdo" a suposição de mobilidade setorial perfeita do trabalho, pois afirma que uma pessoa desempregada contribui para uma redução na taxa salarial até encontrar um emprego. Mas para Keynes, essa mudança de emprego pode envolver custos (procura de emprego, treinamento) e nem sempre é possível. De um modo geral, para Keynes, os pressupostos de pleno emprego e retorno automático ao equilíbrio desacreditam a teoria da vantagem comparativa.

Em julho de 1933, publicou um artigo no New Statesman and Nation intitulado National Self-Sufficiency, no qual criticava o argumento da especialização das economias, que é a base do livre comércio. Ele propôs assim a busca de um certo grau de autossuficiência. Ao invés da especialização das economias preconizada pela teoria ricardiana da vantagem comparativa, ele prefere a manutenção de uma diversidade de atividades para as nações. Nela, ele refuta o princípio do comércio pacificador. Sua visão de comércio tornou-se a de um sistema onde os capitalistas estrangeiros competem por novos mercados. Ele defende a ideia de produzir em solo nacional quando possível e razoável e expressa simpatia pelos defensores do protecionismo. Ele observa em Autossuficiência Nacional:
Um grau considerável de especialização internacional é necessário em um mundo racional em todos os casos em que é ditado por grandes diferenças de clima, recursos naturais, aptidões nativas, nível de cultura e densidade de população. Mas em uma gama cada vez mais ampla de produtos industriais, e talvez também de produtos agrícolas, tenho dúvidas se a perda econômica da autossuficiência nacional é grande o suficiente para superar as outras vantagens de trazer gradualmente o produto e o consumidor para o âmbito nacional, organização econômica e financeira. A experiência se acumula para provar que os processos mais modernos de produção em massa podem ser realizados na maioria dos países e climas com eficiência quase igual.
Ele também escreve em Autossuficiência Nacional:
Simpatizo, portanto, com aqueles que minimizariam, e não com aqueles que maximizariam, o emaranhado econômico entre as nações. Ideias, conhecimento, ciência, hospitalidade, viagens — essas são as coisas que deveriam, por sua natureza, ser internacionais. Mas que os bens sejam produzidos em casa sempre que seja razoável e convenientemente possível e, acima de tudo, que as finanças sejam principalmente nacionais.
Mais tarde, Keynes teve uma correspondência escrita com James Meade centrada na questão das restrições à importação. Keynes e Meade discutiram a melhor escolha entre cota e tarifa. Em março de 1944, Keynes iniciou uma discussão com Marcus Fleming depois que este escreveu um artigo intitulado Cotas versus depreciação. Nesta ocasião, vemos que ele assumiu definitivamente uma postura protecionista após a Grande Depressão. Ele considerou que as cotas podem ser mais eficazes do que a depreciação da moeda para lidar com os desequilíbrios externos. Assim, para Keynes, a desvalorização da moeda não era mais suficiente, e medidas protecionistas tornaram-se necessárias para evitar déficits comerciais. Para evitar o retorno das crises devido a um sistema econômico auto-regulado, parecia-lhe essencial regular o comércio e frear o livre comércio. 
Ele destaca que os países que importam mais do que exportam enfraquecem suas economias. Quando o déficit comercial aumenta, o desemprego aumenta e o PIB desacelera. E os países superavitários exercem uma "externalidade negativa" sobre seus parceiros comerciais. Eles ficam mais ricos às custas dos outros e destroem a produção de seus parceiros comerciais. John Maynard Keynes acreditava que os produtos dos países superavitários deveriam ser tributados para evitar desequilíbrios comerciais. Assim, ele não acredita mais na teoria da vantagem comparativa (na qual se baseia o livre comércio) que afirma que o déficit comercial não importa, pois o comércio é mutuamente benéfico. Isso também explica seu desejo de substituir a liberalização do comércio internacional por um sistema regulatório destinado a eliminar os desequilíbrios comerciais em suas propostas para o Acordo de Bretton Woods.

## Outras escolas de pensamento macroeconômico
As escolas keynesianas de economia estão situadas ao lado de várias outras escolas que têm as mesmas perspectivas sobre quais são os problemas econômicos, mas diferem sobre o que os causa e a melhor forma de resolvê-los. Hoje, a maioria dessas escolas de pensamento foram incorporadas à teoria macroeconômica moderna.

### Escola de Estocolmo
A Escola de Estocolmo ganhou destaque mais ou menos na mesma época em que Keynes publicou sua Teoria Geral e compartilhava uma preocupação comum em ciclos de negócios e desemprego. A segunda geração de economistas suecos, principalmente Gunnar Myrdal, também defendeu a intervenção do governo por meio de gastos durante crises econômicas, embora as opiniões estejam divididas sobre se eles conceberam a essência da teoria de Keynes antes dele.

### Monetarismo
Houve debate entre monetaristas e keynesianos na década de 1960 sobre o papel do governo na estabilização da economia. Tanto os monetaristas quanto os keynesianos concordam que questões como ciclos econômicos, desemprego e deflação são causadas por demanda inadequada. No entanto, eles tinham perspectivas fundamentalmente diferentes sobre a capacidade da economia de encontrar seu próprio equilíbrio e o grau de intervenção do governo que seria apropriado. Os keynesianos enfatizaram o uso de política fiscal e política monetária discricionárias, enquanto os monetaristas defendiam a primazia da política monetária e que ela deveria ser baseada em regras.

### Escola Marxista
Alguns economistas marxistas criticaram a economia keynesiana. Por exemplo, em sua avaliação de 1946 Paul Sweezy – embora admitindo que havia muito na análise da Teoria Geral da demanda efetiva que os marxistas poderiam recorrer – descreveu Keynes como um prisioneiro de sua educação neoclássica. Sweezy argumentou que Keynes nunca foi capaz de ver o sistema capitalista como uma totalidade. Ele argumentou que Keynes considerava a luta de classes descuidadamente e negligenciou o papel de classe do estado capitalista, que ele tratou como um deus ex machina, e alguns outros pontos. Embora Michał Kalecki estivesse geralmente entusiasmado com a revolução keynesiana, ele previu que ela não duraria, em seu artigo "Aspectos políticos do pleno emprego". No artigo, Kalecki previu que o pleno emprego proporcionado pela política keynesiana acabaria por levar a uma classe trabalhadora mais assertiva e ao enfraquecimento da posição social dos líderes empresariais, fazendo com que a elite usasse seu poder político para forçar o deslocamento da política keynesiana ainda que os lucros seriam maiores do que sob um sistema de laissez faire: a erosão do prestígio social e do poder político seria inaceitável para as elites, apesar dos lucros mais altos.

### Escolha pública
James M. Buchanan criticou a economia keynesiana alegando que os governos, na prática, dificilmente implementariam políticas teoricamente ótimas. O pressuposto implícito subjacente à revolução fiscal keynesiana, segundo Buchanan, era que a política econômica seria feita por homens sábios, agindo sem levar em conta as pressões ou oportunidades políticas, e guiados por tecnocratas econômicos desinteressados. Ele argumentou que esta era uma suposição irreal sobre o comportamento político, burocrático e eleitoral. Buchanan culpou a economia keynesiana pelo que considerou um declínio na disciplina fiscal dos Estados Unidos. Buchanan argumentou que o gasto deficitário evoluiria para uma desconexão permanente entre gasto e receita, justamente porque traz ganhos de curto prazo, acabando por institucionalizar a irresponsabilidade no governo federal, a maior e mais central instituição de nossa sociedade. Martin Feldstein argumenta que o legado da economia keynesiana – o diagnóstico errôneo do desemprego, o medo de poupar e a intervenção governamental injustificada – afetou as ideias fundamentais dos formuladores de políticas. Milton Friedman achava que o legado político de Keynes era prejudicial por duas razões. Primeiro, ele pensou que qualquer que seja a análise econômica, a ditadura benevolente provavelmente levará mais cedo ou mais tarde a uma sociedade totalitária. Em segundo lugar, ele achava que as teorias econômicas de Keynes atraíam um grupo muito mais amplo do que os economistas, principalmente por causa de sua ligação com sua abordagem política.
Em resposta a este argumento, John Quiggin escreveu sobre a implicação dessas teorias para uma ordem democrática liberal. Ele pensou que se for geralmente aceito que a política democrática não é nada mais do que um campo de batalha para grupos de interesse concorrentes, então a realidade se parecerá com o modelo. Paul Krugman escreveu: "Eu não acho que precisamos tomar isso como um fato imutável da vida; mas ainda assim, quais são as alternativas?" Daniel Kuehn, criticou James M. Buchanan. Ele argumentou, "se você tem um problema com os políticos - critique os políticos, não Keynes." Ele também argumentou que a evidência empírica deixa bem claro que Buchanan estava errado. James Tobin argumentou que, ao aconselhar funcionários do governo, políticos, eleitores, não cabe aos economistas brincar com eles.
Paul Krugman argumentou que um regime que em geral permite que os mercados funcionem, mas no qual o governo está pronto tanto para conter os excessos quanto para combater as quedas é inerentemente instável, devido à instabilidade intelectual, instabilidade política e instabilidade financeira.

### Neoclássicos
Lucas e outros argumentaram que a economia keynesiana exigia um comportamento notavelmente tolo e míope das pessoas, o que contradizia totalmente a compreensão econômica de seu comportamento em um nível micro. A economia neoclássica introduziu um conjunto de teorias macroeconômicas baseadas na otimização do comportamento microeconômico. Esses modelos foram desenvolvidos na teoria do ciclo econômico real, que argumenta que as flutuações do ciclo econômico podem, em grande parte, ser explicadas por choques reais (em contraste com os nominais).
A partir do final da década de 1950, macroeconomistas neoclássicos começaram a discordar da metodologia empregada por Keynes e seus sucessores. Os keynesianos enfatizaram a dependência do consumo da renda disponível e, também, do investimento dos lucros correntes e do fluxo de caixa corrente. Além disso, os keynesianos postularam uma curva de Phillips que ligava a inflação do salário nominal à taxa de desemprego. Para apoiar essas teorias, os keynesianos normalmente traçavam os fundamentos lógicos de seu modelo (usando introspecção) e apoiavam suas suposições com evidências estatísticas. Os teóricos neoclássicos exigiam que a macroeconomia se baseasse nos mesmos fundamentos da teoria microeconômica, empresas maximizadoras de lucro e consumidores racionais maximizadores de utilidade.
O resultado dessa mudança na metodologia produziu várias divergências importantes da macroeconomia keynesiana:
1. Independência do consumo e da renda atual (hipótese da renda permanente do ciclo de vida)
2. Irrelevância dos lucros correntes para o investimento (teorema de Modigliani-Miller)
3. Independência de longo prazo da inflação e do desemprego (taxa natural de desemprego)
4. A incapacidade da política monetária de estabilizar o produto (expectativas racionais)
5. Irrelevância de impostos e déficits orçamentários para o consumo (equivalência ricardiana)

## Desenvolvimento das teorias keynesianas
Influenciados pela obra de Keynes inúmeros economistas desenvolveram, aperfeiçoaram e modernizaram a teoria keynesiana. Dentre eles vários foram galardoados com Prêmios de Ciências Econômicas. Os Estados Unidos aplicando as teses keynesianas gastaram 296 bilhões de dólares na Segunda Grande Guerra.
Destacam-se:
- Amartya Sen
- Franco Modigliani
- James Tobin
- Joseph E. Stiglitz
- Paul Samuelson
- Robert Solow
- Wassily Leontief

### Origens do novo desenvolvimentismo
O novo-desenvolvimentismo surge da visão de Keynes e Rexford Tugwell, adaptada aos tempos atuais por economistas keynesianos contemporâneos como Paul Davidson e Joseph Stiglitz, que veem o Estado como sendo um complemento do mercado, e da visão cepalina neo-estruturalista que considera que a tardia industrialização latino-americana não foi capaz de resolver os problemas de desigualdades sociais na América Latina, e propõe uma estratégia de transformação produtiva com eqüidade social, que leve a um crescimento econômico sustentável, com uma melhor distribuição de renda.